# Pillow Saddle
Pillow Saddle är ett bergspass i Antarktis. Det ligger i Östantarktis. Nya Zeeland gör anspråk på området. Pillow Saddle ligger 995 meter över havet.
Terrängen runt Pillow Saddle är huvudsakligen kuperad, men åt sydväst är den bergig. Trakten är obefolkad. Det finns inga samhällen i närheten. 